# Ausência congênita do rádio
A ausência congênita do rádio é uma anomalia embriológica em que, como sugere o nome, se verifica a ausência do osso rádio causada por fatores genéticos. Devido à falta do osso, ocorre um desvio lateral da mão e arqueamento da ulna.